# Jednoliko pravocrtno gibanje
Jednoliko pravocrtno gibanje  ili jednoliko gibanje po pravcu je gibanje tijela bez ubrzanja ili akceleracije. Tijelo se giba uvijek istom brzinom i tijekom čitavog puta prevaljuje uvijek jednake duljine.
Jednadžba za brzinu tijela tijekom jednolikog pravocrtnog gibanja je:
{\displaystyle v={s \over t}}
Pomnožimo li jednadžbu s nazivnikom dobijemo da je prijeđeni put:
{\displaystyle s=v\cdot t}
Uz to jednadžba za vrijeme glasi:
{\displaystyle t={s \over v}}
Jednadžba za s se može zaključiti i iz prikaza v-t grafa jednolikog gibanja, gdje dobijemo lik pravokutnika ili kvadrata nakon prikazivanja dobivenih vrijednosti v u odnosu na t. Budući da se površina tih geometrijskih likova prikazuje umnoškom njihovih suprotnih stranica, tako i ovdje za traženi s možemo pomnožiti stranice v i t.
Jednadžba za v dobije se iz s-t grafa, gdje se dobije lik trokuta, pa se tako i ta jednadžba zaključi.
- Pravac u s-t dijagramu je ravan što prikazuje da tijelo prevaljuje jednake puteve. Što je pravac nagnutiji na ordinatnu y osi, brzina tijela je veća jer tijelo brže prevaljuje veće puteve.
- Pravac u v-t dijagramu je zapravo ravna crta što pokazuje da je brzina uvijek jednaka.